# Kokzidiose der Kaninchen
Die Kokzidiose der Kaninchen ist eine häufige parasitäre Erkrankung der Kaninchen. Sie wird durch bestimmte Einzeller, den sogenannten Kokzidien verursacht, die der Gattung Eimeria angehören, weshalb die Erkrankung auch als Eimeriose bezeichnet wird. Die Kokzidiose der Kaninchen lässt sich in zwei Hauptgruppen einteilen: Leberkokzidiose (auch Gallengangskokzidiose) und Darmkokzidiose. Kaninchenkokzidiosen treten als akute Krankheit vor allem bei Jungtieren im Alter von 6 bis 8 Wochen auf, die Alttiere sind zumeist nur Träger der Erreger, ohne selbst klinisch zu erkranken.

## Erreger
Der Erreger der Leberkokzidiose ist Eimeria stiedai. Er befällt das Epithel der Gallengänge.
Darmkokzidiosen werden durch verschiedene Kokzidienarten, die häufig auch als Mischinfektion auftreten, hervorgerufen. Nach dem Grad der Pathogenität (krankheitsauslösende Potenz) unterscheidet man stark pathogene Erreger wie Eimeria intestinalis und Eimeria flavescens sowie mäßig pathogene wie Eimeria magna, Eimeria media, Eimeria piriformis und Eimeria irresudia.
Die Infektion erfolgt durch Aufnahme von enzystierten, sporulierten Zygoten (Oozysten) über kotverschmutztes Futter.

## Klinisches Bild

### Leberkokzidiose
Die Leber- oder Gallengangskokzidiose verläuft zumeist subklinisch, also ohne deutliche klinische Symptome. Die Tiere zeigen eine geringe Gewichtszunahme und mangelnden Appetit. Bei schwereren Verläufen, vor allem bei Tieren mit geschwächtem Immunsystem, können Verstopfung und Aufgasung (Meteorismus), Bauchfellwassersucht (Aszites) und Gelbsucht (Ikterus) auftreten, die nach einigen Tagen tödlich enden.
Labordiagnostisch lassen sich ein Anstieg der Bilirubin-Konzentration im Blut und veränderte Leberwerte nachweisen.

### Darmkokzidiose
Die Darmkokzidiose kann in schweren Fällen wässrigen oder sogar blutigen Durchfall verursachen, der durch den Flüssigkeitsverlust rasch tödlich endet. Bei älteren Tieren oder schwach pathogenen Eimeria-Arten verläuft die Infektion weniger ausgeprägt und kann sich in Appetitlosigkeit und Schwäche zeigen.

## Diagnose
Die Diagnose erfolgt durch den mikroskopischen Nachweis der Kokzidien im Kot.

## Therapie
Die Behandlung erfolgt durch kokzidienwirksame Medikamente wie Sulfonamide oder Sulfonamid-Trimethoprim-Kombinationen, wobei es aber bereits zahlreiche resistente Kokzidienstämme gibt. Darüber hinaus sind Toltrazuril und Diclazuril wirksam. Unterstützend werden gegebenenfalls ein Ausgleich der Flüssigkeitsverluste durch Gabe von Elektrolytlösungen (isotonische Kochsalzlösung, Ringerlösung) vorgenommen sowie Mittel zur Stabilisierung der Darmflora verabreicht. Bei den nicht seltenen bakteriellen Begleitinfektionen (vor allem E. coli) sind Breitband-Antibiotika (z. B. Enrofloxacin) angezeigt.

## Prophylaxe
Vorbeugend können Hygiene und Desinfektionsmaßnahmen eingesetzt werden. Bereits kochendes Wasser ist zur Inaktivierung der Oozysten ausreichend. Besonders in kommerziellen Haltungen ist die tägliche Reinigung der Futterraufen und Käfige angebracht. Wirksame Desinfektionsmittel sind z. B. Kresole.